# The Boy Kumasenu
The Boy Kumasenu è un film del 1952 diretto da Sean Graham, il primo girato in Ghana con un cast locale.
Nel 1953 è stato presentato in concorso alla 3ª edizione del Festival di Berlino ed ha ottenuto una nomination ai premi BAFTA come miglior film.

## Trama
Girato in stile documentaristico, il film racconta attraverso la narrazione dell'attore Russell Napier la storia di un ragazzo che si trasferisce nella città di Accra da un piccolo villaggio di pescatori, attratto dai racconti del cugino Agboh. Presto si rende conto che la vita cittadina non è quella che Agboh gli ha prospettato e viene arrestato per aver rubato del pane. Liberato grazie ad un medico e la moglie che gli trovano un lavoro come meccanico, riuscirà anche a sventare il piano organizzato dal cugino per rapinare i suoi benefattori.

## Produzione
The Boy Kumasenu, primo lungometraggio realizzato dalla Gold Coast Film Unit, fu girato con un cast non professionista nelle città di Accra, Kedze e Keta. Le riprese iniziarono nell'ottobre 1950 e terminarono circa un anno dopo, venne montato a Londra nel dicembre 1951 e completato nel maggio 1952.
Oltre ad uno studente di Cape Coast nel ruolo del protagonista, parteciparono Angela Nanor, nipote del capo della città di Ada Foah, il redattore del settimanale Gold Coast News e batterista di fama mondiale Guy Warren, il medico e scultore Oku Ampofo insieme alla sua vera moglie e Frank Tamakloe, uno degli assistenti alla produzione del film.

## Uscita e accoglienza
Alla première assistette il primo ministro ghanese Kwame Nkrumah, mentre i governatori britannici della Nigeria e della Costa d'Oro parteciparono ad una proiezione successiva con il cast all'Opera Cinema di Accra. Eppure, nonostante queste proiezioni di alto profilo, il New York Times osservò che «inizialmente non ci fu alcun entusiasmo locale nel programmarlo nei cinema, a causa della convinzione che la gente africana non amava vedere cose che riguardavano la propria vita quotidiana».
In seguito, come affermò Sean Graham in uno scambio di corrispondenza con lo storico e documentarista Basil Wright, il film cominciò ad attirare una folla di spettatori sempre più numerosa: «Dal punto di vista del box office non avrebbero potuto avere un film migliore», scrisse il regista, «e questo rende felice l'esercente ma non noi, perché non fidandoci della contabilità (qui non hanno una tassa sull'intrattenimento) abbiamo stipulato in anticipo un importo forfettario a prescindere dalle entrate».
Anche la rivista African Affairs riconobbe la popolarità del film e nell'ottobre 1952 riportò che 40.000 persone avevano dichiarato di aver visto The Boy Kumasenu in tre settimane si programmazione. Il New York Times attribuì il successo alla «brama della gente di vedere e rivedere sul grande schermo se stessi, i loro amici, il loro ambiente familiare e il modo di vivere».
Il film ricevette anche un apprezzamento internazionale, ottenendo un diploma alla Mostra internazionale d'arte cinematografica di Venezia.

### Critica
Il Monthly Film Bulletin considerò il film «un primo passo verso un autentico cinema africano» e la rivista Variety lo giudicò «incredibilmente ben realizzato... un'opera notevole da parte di una nazione cinematograficamente del tutto sconosciuta». La recensione evidenziò la "buona penetrazione nelle abitudini africane", suggerendo che questo, in combinazione con le evidenti influenze occidentali, avrebbe potuto attrarre le arthouse americane. Il West African Review lo vide come un endorsement alla leadership africana: «Alla fine, solo qualcuno della sua gente che è già arrivato con successo nel nuovo mondo può guidare il ragazzo Kumasenu e altri come lui verso un futuro pieno di speranza».